# Lyra McKee
Lyra McKee (Belfast, 31 maart 1990 – Derry, 18 april 2019) was een Noord-Iers journalist en schrijver. Ze groeide op in Noord-Belfast en studeerde aan de Universiteit van Birmingham, een studie die ze niet afmaakte. Ze werkte enige tijd als freelancer voor The Belfast Telegraph.
Haar eerste bekendheid kreeg ze in 2014 voor haar essay Letter to my 14-year old self, een online essay dat werd verfilmd.
In 2016 werd McKee genoemd als een van de 30 under 30 in the media, een onderscheiding die ze verdiende voor haar passie om in onderwerpen te graven waar weinig anderen om gaven.
Op 18 april 2019 werd McKee doodgeschoten toen ze aanwezig was bij onlusten in Derry. Haar dood werd veroordeeld door personen van over het gehele politieke spectrum.